# 30837 Штейнгейль
30837 Штейнгейль (30837 Steinheil) — астероїд головного поясу, відкритий 15 січня 1991 року.
Тіссеранів параметр щодо Юпітера — 3,140.
Названо на честь німецького фізика та винахідника Карла Августа Штейнгейля нім. Carl August von Steinheil, (1801—1870).